# Jere Innala
Jere Innala (* 17. března 1998, Hämeenlinna) je finský lední hokejista, křídelní útočník. S finskou reprezentací se stal mistrem světa v roce 2022 a na šampionátu v roce 2021 s ní vybojoval stříbrnou medaili. Hraje i na mistrovství světa v roce 2024. Nejvyšší finskou soutěž hrál za Hämeenlinnan Pallokerho. V roce 2019 se s ním stal mistrem Finska. Od roku 2022 působí ve švédské nejvyšší lize v dresu Frölunda HC. V sezóně 2023-2024 zaznamenal nejvíce kanadských bodů v play-off švédské ligy i byl králem střelců tohoto play-off.

## Statistiky

### Klubové statistiky
| Sezóna        | Klub               | Soutěž        |     | Základní část | Základní část | Základní část | Základní část | Základní část |    | Play off | Play off | Play off | Play off | Play off |
| Sezóna        | Klub               | Soutěž        | Z   | G             | A             | B             | TM            | Z             | G  | A        | B        | TM       |          |          |
| 2016–17       | HPK                | Liiga         | 29  | 3             | 2             | 5             | 4             | 1             | 0  | 0        | 0        | 0        |          |          |
| 2016–17       | LeKi               | Mestis        | 1   | 0             | 0             | 0             | 0             | —             | —  | —        | —        | —        |          |          |
| 2017–18       | HPK                | Liiga         | 48  | 4             | 7             | 11            | 6             | —             | —  | —        | —        | —        |          |          |
| 2017–18       | LeKi               | Mestis        | 2   | 0             | 0             | 0             | 0             | —             | —  | —        | —        | —        |          |          |
| 2018–19       | HPK                | Liiga         | 60  | 24            | 21            | 45            | 16            | 18            | 2  | 9        | 11       | 4        |          |          |
| 2019–20       | HPK                | Liiga         | 57  | 17            | 18            | 35            | 14            | —             | —  | —        | —        | —        |          |          |
| 2020–21       | HPK                | Liiga         | 42  | 20            | 17            | 37            | 42            | —             | —  | —        | —        | —        |          |          |
| 2021–22       | HIFK               | Liiga         | 54  | 18            | 30            | 48            | 30            | 6             | 3  | 5        | 8        | 2        |          |          |
| 2022–23       | Frölunda HC        | SHL           | 52  | 10            | 16            | 26            | 14            | 10            | 2  | 3        | 5        | 0        |          |          |
| 2023–24       | Frölunda HC        | SHL           | 42  | 16            | 12            | 28            | 14            | 14            | 11 | 4        | 15       | 8        |          |          |
| 2024–25       | Colorado Avalanche | NHL           | 17  | 0             | 0             | 0             | 2             | —             | —  | —        | —        | —        |          |          |
| 2024–25       | Colorado Eagles    | AHL           | 43  | 17            | 11            | 28            | 14            | —             | —  | —        | —        | —        |          |          |
| Liiga celkově | Liiga celkově      | Liiga celkově | 290 | 86            | 95            | 181           | 112           | 25            | 5  | 14       | 19       | 6        |          |          |
| SHL celkově   | SHL celkově        | SHL celkově   | 94  | 26            | 28            | 54            | 28            | 24            | 13 | 7        | 20       | 8        |          |          |

### Reprezentační statistiky
| Rok                            | Tým                            | Soutěž                         | Z  | G | A | B  | TM |
| ------------------------------ | ------------------------------ | ------------------------------ | -- | - | - | -- | -- |
| 2018                           | Finsko 20                      | MSJ                            | 5  | 0 | 0 | 0  | 0  |
| 2021                           | Finsko                         | MS                             | 10 | 2 | 3 | 5  | 2  |
| 2022                           | Finsko                         | MS                             | 4  | 0 | 1 | 1  | 2  |
| 2024                           | Finsko                         | MS                             | 8  | 2 | 3 | 5  | 0  |
| Juniorská reprezentace celkově | Juniorská reprezentace celkově | Juniorská reprezentace celkově | 5  | 0 | 0 | 0  | 0  |
| Seniorská reprezentace celkově | Seniorská reprezentace celkově | Seniorská reprezentace celkově | 22 | 4 | 7 | 11 | 4  |